# Smaragdina limbata
Smaragdina limbata is een keversoort uit de familie bladkevers (Chrysomelidae). De wetenschappelijke naam van de soort werd in 1806 gepubliceerd door Steven.